# My Back Pages
Pistes de Another Side of Bob Dylan
Motorpsycho Nitemare I Don't Believe You (She Acts Like We Never Have Met)
My Back Pages est une chanson de Bob Dylan, parue en 1964 sur l'album Another Side of Bob Dylan. D'apparence semblable à ses précédentes protest songs (l'instrumentation est réduite à une guitare acoustique), ses paroles et en particulier celles du refrain (« Ah, but I was so much older then / I'm younger than that now ») semblent marquer le rejet par Dylan de son ancien idéalisme politique, ainsi que sa désillusion vis-à-vis de la scène folk contestataire à laquelle on l'associe à l'époque.

## Reprises
La chanson a été fréquemment reprise. Citons : 
- les Byrds, en single et sur leur quatrième album Younger Than Yesterday (1967)
- les Hollies, sur l'album Hollies sing Dylan (1969)
- Keith Jarrett trio, sur l'album Somewhere before (version instrumentale, 1981)
- les Ramones, sur l'album Acid Eaters (1993)
- Carl Verheyen (en), sur l'album Garage Sale (1994)
- Dick Gaughan et Andy Irvine, sur l'album Parralel Line (1997)
- Marshall Crenshaw, sur l'album de compilation Bleecker Street (1999)
- Jackson Browne & Joan Osborne dans l'album de compilation Steal this movie (2000)
- Steve Earle, sur l'album Sidetracks (2002)
- Eric Johnson, sur l'album Bloom (2005)
- The Nice, sur l'album Elegy (2009)
- America, sur l'album Back Pages (2011)
- le musicien japonais Natsuki Kido (version instrumentale, 2014 ?)
- le groupe Mancha de Rolando (es) (version live en espagnol; 2018 ?)

Le 16 octobre 1992, à l'occasion d'un concert-anniversaire célébrant les trente ans de carrière de Bob Dylan, Roger McGuinn, Tom Petty, Neil Young, Eric Clapton, George Harrison et Dylan lui-même interprètent le morceau en public au Madison Square Garden de New York, incorporant deux solos à la guitare électrique, l'un d'Eric Clapton, l'autre de Neil Young.